# Neždet Zalev
Neždet Zalev (in bulgaro Неждет Залев?; Ustina, 13 luglio 1937 – 19 maggio 2011) è stato un lottatore bulgaro, vincitore della medaglia d'argento ai Giochi olimpici estivi di Roma 1960 nel torneo dei pesi gallo.

## Palmarès
| Anno | Manifestazione  | Sede | Evento             | Risultato | Note |
| ---- | --------------- | ---- | ------------------ | --------- | ---- |
| 1960 | Giochi olimpici | Roma | Pesi gallo (57 kg) | Argento   |      |

## Altre competizioni internazionali
1958
- Bronzo nei 52 kg alla Coppa del Mondo ( Sofia)